# 광명전기
광명전기는 1955년 설립되었으며 수배전반 및 전력기기를 주 업종으로 하는 코스피 상장 기업이다. 매출구성은 수배전반 73%, 전력기기부문(태양광 포함) 26% 가량으로 이루어진다.
수배전반이란 전력계통의 중추로서 인체 보호가 가능한 폐쇄 외함에 주회로 차단기기 및 감시 제어용 기기를 수납한 장치의 통칭이다. 전력을 다루는 실내외 장소에서 커다란 금속 캐비넷 비슷한 형태를 한 장치를 볼 수 있는데, 그것이 바로 수배전반이다.

## 사업
광명전기는 국내 수배전반 업체중 최초로 ISO9001 품질인증을 받았으며, 2004년 피앤씨테크를 인수해 디지털 계전기류와 전력보호, 자동화설비로 사업영역을 확대했다. 2014년 기준으로 시가총액 약 1,000억원 가량의 규모의 중소기업이다. 2012년부터 흑자전환하여 2012년 당기순이익 4억, 2013년 65억으로 흑자를 냈다.